# Perfluortributil-amin
A perfluortributil-amin (PFTBA) folyékony szerves vegyület, melyben a központi nitrogénatomhoz három olyan butilcsoport kapcsolódik, melyek hidrogénatomjai fluorral vannak helyettesítve. Más perfluorozott aminokhoz hasonlóan az elektronikai iparban történő felhasználáshoz állítják elő.
Az oxigén oldhatósága perfluortributil-aminban 38,9 ml/100 ml.
A Torontói Egyetem kutatói 2013-ban megállapították, hogy a vegyület üvegházgáz, melynek globális felmelegedési potenciálja (100 éves időtávban) a szén-dioxidénak több mint 7000-szerese, és mint ilyen, az eddig ismert leghatékonyabb üvegházgáz. Légköri koncentrációja körülbelül 0,18 ppt. A kutatók beszámolója szerint a vegyület akár 500 évig is a légkörben maradhat.

## Fordítás
- Ez a szócikk részben vagy egészben  a   Perfluorotributylamine című angol Wikipédia-szócikk ezen változatának fordításán alapul.  Az eredeti cikk szerkesztőit annak laptörténete sorolja fel. Ez a jelzés csupán a megfogalmazás eredetét és a szerzői jogokat jelzi, nem szolgál a cikkben szereplő információk forrásmegjelöléseként.